# Gastón Togni
Gastón Togni, né le 20 septembre 1997 à Coronel Granada en Argentine, est un footballeur argentin qui évolue au poste d'ailier gauche au CF Pachuca, en prêt de Defensa y Justicia.

## Biographie

### En club
Né à Coronel Granada en Argentine, Gastón Togni est formé au CA Independiente. Il joue son premier match dans le championnat argentin le 18 mars 2017, contre le CA San Martín. Il est titularisé au poste d'ailier gauche lors de cette rencontre, qui se solde par un match nul (0-0).
Le 5 juillet 2018, il est prêté au Defensa y Justicia, pour la saison 2018-2019. C'est avec ce club qu'il inscrit son premier but en professionnel, le 2 octobre 2018, donnant ainsi la victoire de son équipe en marquant le seul but de la partie face au CD Godoy Cruz. Il dispute quelques semaines plus tard les quarts de finale de la Copa Sudamericana face au club colombien de l'Atlético Junior.
En février 2019, il se blesse gravement, touché au  ligament croisé antérieur au genou droit, ce qui le tient éloigné des terrains pendant de longs mois.
Le 29 mars 2021, Togni inscrit son premier but pour le CA Independiente, face à Boca Juniors. Les deux équipes se neutralisent ce jour-là (1-1).
Le 30 juin 2022, Togni est de nouveau prêté au Defensa y Justicia, où il avait déjà été prêté en 2018.

### En équipe nationale
Gastón Togni connaît plusieurs sélections avec les équipes de jeunes d'Argentine, notamment avec les moins de 20 ans et les moins de 23 ans.
Avec les moins de 23 ans, il délivre une passe décisive face au Venezuela en janvier 2020. Ce match gagné 1-4 rentre dans le cadre du tournoi de qualification pour les Jeux olympiques.